# Руби, тинејџерка морско чудовиште
Руби, тинејџерка морско чудовиште (енгл. Ruby Gillman, Teenage Kraken) америчка је рачунарско-анимирана филмска комедија из 2023. године. Режију потписује Кирк Демико, по сценарију Пем Брејди, Брајана К. Брауна и Елиота Диђузепија. Гласове главним улогама позајмљују: Лана Кондор, Тони Колет, Ени Марфи, Сем Ричардсон, Лајза Коши, Вил Форте, Колман Доминго, Џабуки Јанг Вајт, Блу Чапман, Рамона Јанг, Едуардо Франко и Џејн Фонда.
Премијерно је приказан 15. јуна 2023. године на Међународном фестивалу анимираног филма у Ансију, док је 30. јуна пуштен у биоскопе у САД, односно 29. јуна у Србији.

## Радња
Симпатична и необична 16-годишња Руби Гилман очајнички покушава да се уклопи у Средњу школу Оушнсајд, али, углавном је тамо потпуно невидљива. Показује математику својој симпатији, скејтеру који јој се, како се чини, диви само због њених фрактала. Руби не може да иде на плажу да се дружи са другом кул децом, јер јој је превише заштитнички настројена супермама забранила да икада уђе у воду.
Али када прекрши главно мамино правило, Руби ће открити да је директни потомак ратнице и краљице морских чудовишта и да је предодређена да наследи трон своје баке заповеднице, краљице-ратнице од Седам мора. Кракени, морска чудовишта, заклели су се да ће штитити океане света од сујетних моћи гладних сирена, против којих се боре већ еонима. Али, постоји један велики проблем у вези с тим: испоставиће се да је школска лепотица и популарна девојчица Челси баш сирена. На крају, Руби ће морати да прихвати оно што јесте и потруди се да заштити оне које највише воли.

## Гласовне улоге
| Улога              | Енглески глас    | Српски глас         |
| ------------------ | ---------------- | ------------------- |
| Руби Гилман        | Лана Кондор      | Ивона Рамбосек      |
| Агата Гилман       | Тони Колет       | Ивана Кнежевић      |
| Челси ван дер Море | Ени Марфи        | Јелена Ракочевић    |
| Брил               | Сем Ричардсон    | Марко Марковић      |
| Артур Гилман       | Колман Доминго   | Александар Глигорић |
| Гордон             | Вил Форте        | Младен Андрејевић   |
| Конор              | Џабуки Јанг Вајт | Никола Тодоровић    |
| Марго              | Лајза Коши       | Ана Вучић           |
| Сем Гилман         | Блу Чапман       | Филип Марковић      |
| Надбаба            | Џејн Фонда       | Нада Блам           |
| Тревин             | Едуардо Франко   | Огњен Дрењанин      |
| Блис               | Рамона Јанг      | Ђурђина Радић       |
| Даг                | Ехо Келум        | Давор Перуновић     |